# گذرنامه تشکیلات خودگردان فلسطین
پاسپورت تشکیلات خودگردان فلسطین (عربی: جواز سفر السلطة الفلسطینیة) یک گذرنامه یا سند سفر است که از آوریل ۱۹۹۵ توسط تشکیلات خودگردان فلسطین برای ساکنان فلسطینی در سرزمین‌های فلسطینی به منظور سفرهای بین‌المللی صادر می‌شود.
پاسپورت تشکیلات خودگردان فلسطین با ارائه شناسنامه ای که نشان می‌دهد در فلسطین به دنیا آمده‌اند، در دسترس است. منظور از «فلسطین» در این مورد، دقیق مشخص نیست. در عمل، فقط ساکنان مناطق تحت کنترل حکومت خودگردان فلسطین می‌توانند درخواست دهند. فلسطینیانی که خارج از حاکمیت فلسطین از یک شهروند فلسطینی متولد شده‌اند نیز می‌توانند برای این گذرنامه اقدام کنند. در این مورد، استثناهایی هم وجود دارد به عنوان مثال، به دانیل بارنبویم، متولد آرژانتین از پدر و مادر یهودی، و شهروند آرژانتین، اسرائیل، و اسپانیا، تابعیت و پاسپورت فلسطینی اعطا شده‌است.
با این حال، صدور گذرنامه منوط به محدودیت‌های اضافیِ اعمال شده از سوی دولت اسرائیل است. اسرائیل ادعا می‌کند که این الزام برای نیازهای امنیتی تحت توافق موقت مجاز است.

## تاریخچه

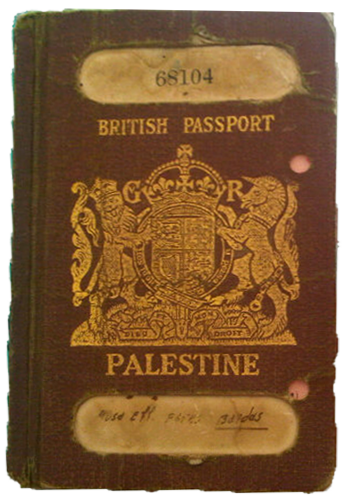
گذرنامه اجباری فلسطین که توسط مقامات بریتانیا بین سالهای ۱۹۲۴ و ۱۹۴۸ صادر شده‌است.

بین سال‌های ۱۹۲۴ و ۱۹۴۸، اصطلاح «گذرنامه فلسطینی» به اسناد سفری گفته می‌شود که در دسترس ساکنان فلسطین تحت فرمان بریتانیا بود. آن گذرنامه‌هایی که از سوی کمیساریای عالی فلسطین صادر شد، رسماً با عنوان «گذرنامه بریتانیا، فلسطین» نامگذاری شدند. این گذرنامه‌ها با پایان یافتن مأموریت بریتانیا در ۱۵ مه ۱۹۴۸ بی‌اعتبار شدند و گذرنامه‌های اسرائیلی و اردن به تابعیتی که پس از جنگ اعراب و اسرائیل در سال ۱۹۴۸ به دست آوردند، به افراد تحت فرمان سابق بریتانیا ارائه شد. تعداد قابل توجهی از اعراب فلسطینی، به ویژه در نوار غزه و کسانی که به سوریه و لبنان پناهنده شدند، بدون تابعیت باقی ماندند، زیرا مصر، سوریه و لبنان به آنها اجازه ادغام به عنوان شهروند را نمی‌دادند.
تحت‌الحمایه سراسری فلسطین  که تحت کنترل مصر است بین سال‌های ۱۹۴۹ تا ۱۹۵۹ برای ساکنان فلسطینی نوار غزه و مصر گذرنامه‌های فلسطینی صادر کرد. با این حال، دارندگان گذرنامه اجازه نداشتند آزادانه به مصر رفت و آمد کنند. در این میان، اردن، کرانه باختری را ضمیمه کرد و ساکنان فلسطینی کرانه باختری شهروند اردن شدند و از گذرنامه اردنی برخوردار شدند.

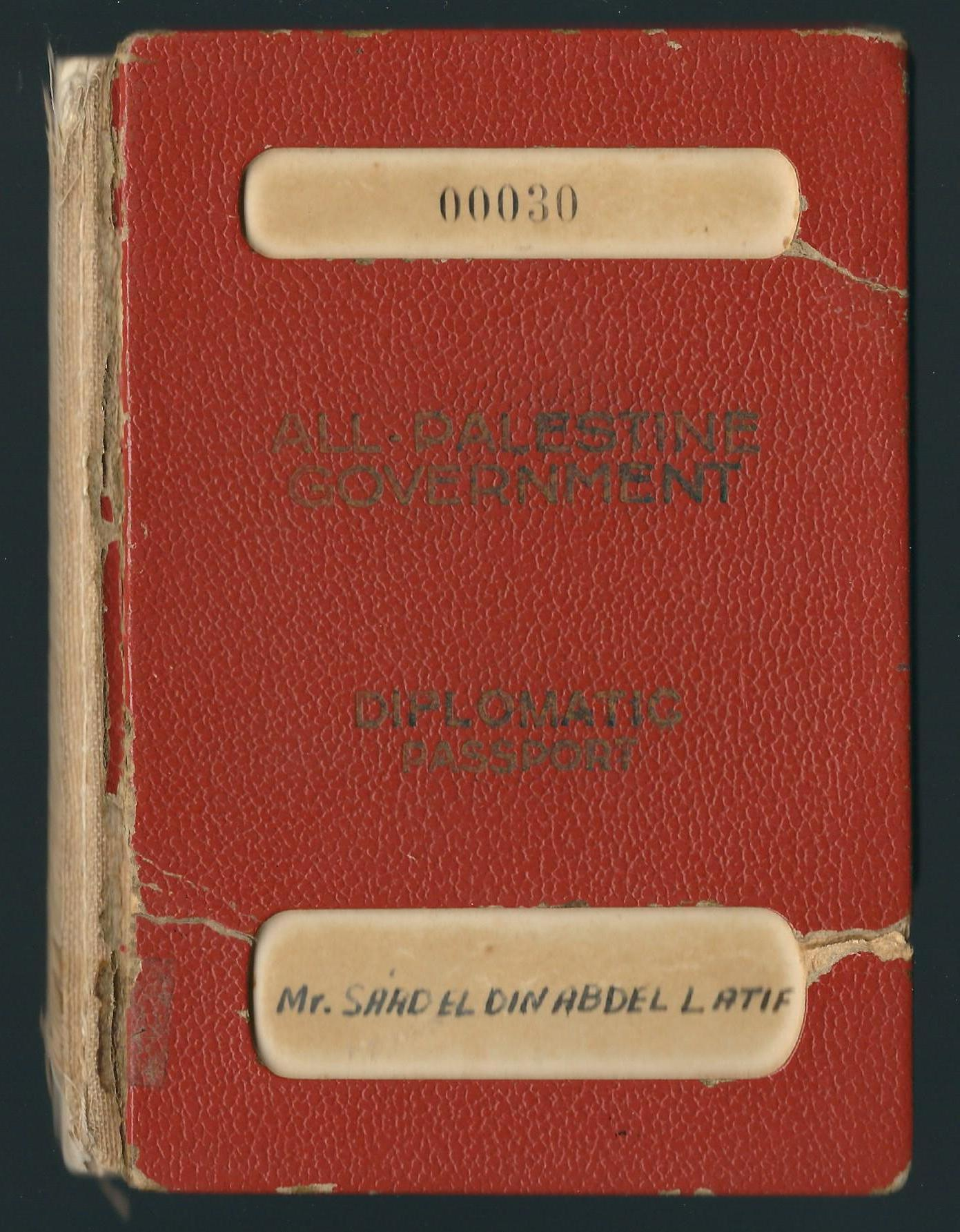
جلد یک پاسپورت دیپلماتیک تمام فلسطینی ۱۹۶۲.

پس از جنگ شش روزه ۱۹۶۷، که طی آن اسرائیل کرانه باختری رود اردن را تصرف کرد، اعراب فلسطینی ساکن آنجا همچنان از حق درخواست پاسپورت اردنی و زندگی در اردن برخوردار بودند. آوارگان فلسطینی که واقعاً در اردن زندگی می‌کردند نیز شهروندان اردنی کامل محسوب می‌شدند. اردن در ژوئیه ۱۹۸۸ تمامی روابط قانونی و اداری خود را با کرانه باختری قطع کرد و اعلام نمود که هر فلسطینی ساکن اردن شهروند اردنی باقی خواهد ماند اما ساکنان کرانه باختری شامل این حق نمی‌شوند.
اردن به صدور گذرنامه برای فلسطینیان در کرانه باختری ادامه داد، اما این گذرنامه فقط برای سفر بود و نه به عنوان نشانه شهروندی اردن. برای فلسطینیان ساکن کرانه باختری رود اردن که دارای پاسپورت عادی اردنی بودند، پس از انقضای گذرنامه‌های قدیمی، گذرنامه‌های موقت صادر می‌کردند و ورود فلسطینی‌ها به اردن محدود شد و فقط برای مقاصد گردشگری در نظر گرفته شد.
در ۲ آوریل ۱۹۹۵، دو سال پس از توافقنامه اسلو در سال ۱۹۹۳، تشکیلات خودگردان فلسطین صدور گذرنامه‌های تشکیلات خودگردان فلسطین را برای عموم در مناطق خودگردان غزه و اریحا آغاز کرد. این گذرنامه‌ها دارای شماره شناسایی شخصی صادر شده توسط اداره مدنی اسرائیل بودند.

## پیامدهای گذرنامه
فلسطینی‌ها، گذرنامه را به عنوان «نماد مهم ملیت» می‌دانند. به رسمیت شناختن گذرنامه توسط سایر کشورها به عنوان مدرکی برای به رسمیت شناختن کشور فلسطین یا ملیت و شهروندی فلسطینی توسط آنها ذکر شده‌است.
از سال ۱۹۹۷، گذرنامه‌های فلسطینی به نام کشور فلسطین صادر نمی‌شود. برخی از کشورها، از جمله ایالات متحده، گذرنامه‌های تشکیلات خودگردان فلسطین را به عنوان اسناد سفر به رسمیت می‌شناسند، اگرچه به رسمیت شناختن گذرنامه‌ها به منزله به رسمیت شناختن شهروندی آنها توسط آنها نیست، زیرا آنها توسط دولتی که آنها به رسمیت می‌شناسند صادر نمی‌شوند. مصر، اردن و امارات متحده عربی تنها (در ماه مه ۲۰۰۲) اعلام کرده‌اند که گذرنامه‌ها، همراه با روادید معتبر یا سایر مدارک لازم، به دارندگان آنها اجازه می‌دهد تا به کشورهایشان سفر کنند.

## یادداشت پاسپورت
این سند حاوی یادداشتی در صفحه دوم (داخل جلد) است که در آن آمده‌است:
به فارسی
این گذرنامه بر اساس توافقنامه دولت خودگردان فلسطینی بر اساس پیمان اسلو که در ۱۳/۹/۱۹۹۳ در واشینگتن امضا شد، صادر شده‌است.
از کسانی که ممکن است مربوط به آنها باشد، انتظار می‌رود که به دارنده این گذرنامه اجازه دهند که دارنده این سند بدون مانع، آزادانه و رایگان از مرز عبور کند.